# حكة الطبوع

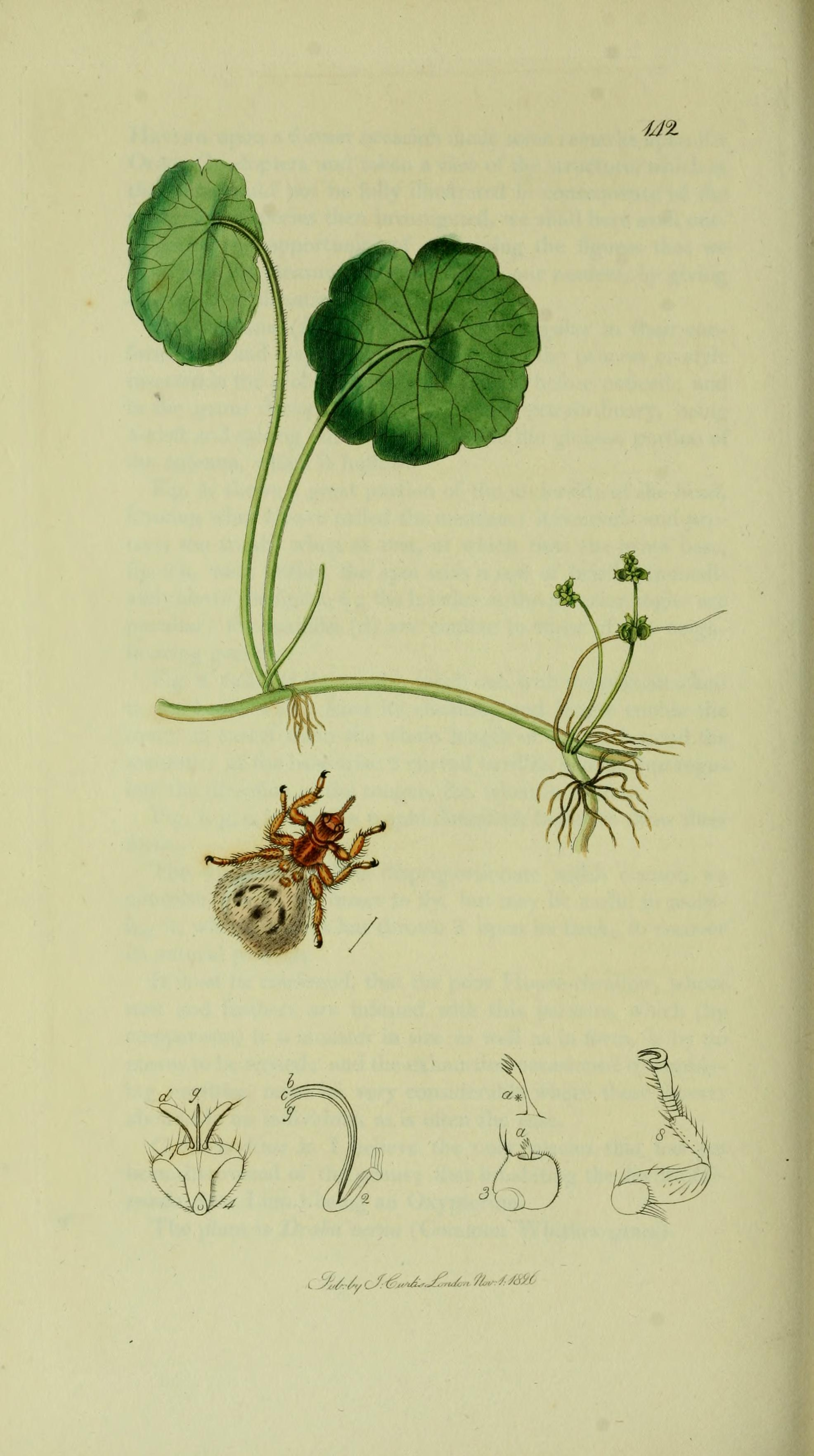

حكة الطبوع أو حكة قراد الغنم (بالإنجليزية: Ked itch)‏ هي حالة جلدية تحدث بسبب قملة الغنم الكبيرة التي تتغذى عن طريق غرس أجزاء فمها الحادة في الجلد ثُم تمتص الدم.:448